# 同乡会馆

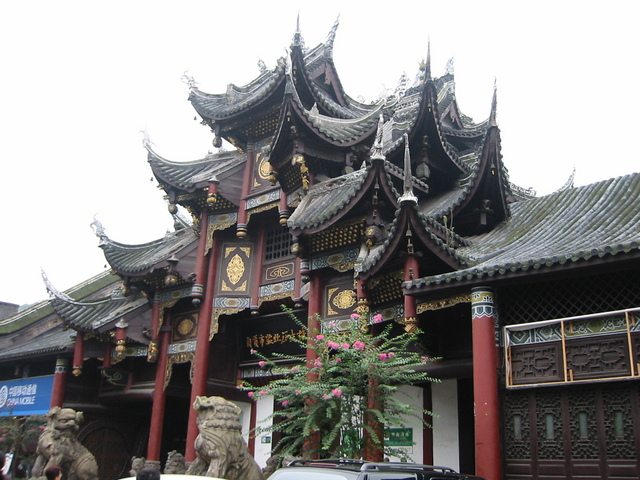
四川省自贡的西秦会馆

同鄉会馆，在東南亞又稱公司（英語：Kongsi），始於中国明朝，傳統上是期同乡或者同行在城市中建立的居住、办公兼休闲场所，後來演變成東亞地區一些特定組織的名稱。會館有为来客提供的客房、会议室，大的会馆还有戏楼。營商的會館另稱商人會館。
清末民初北京著名的会馆有李鸿章支持的安徽会馆，康有为居住过的南海会馆，谭嗣同居住过的浏阳会馆，孙中山来过的湖广会馆，以及鲁迅居住过的绍兴会馆，现如今由旧时会馆汉泉酒博馆改建的如国香馆 （页面存档备份，存于）。在中国其它城市也有同样的会馆，如四川自贡西秦会馆，安徽亳州山陕会馆，海南陵水琼山会馆天津广东会馆天津安徽会馆，天津江苏会馆等。甚至在海外，也有许多中国同乡会馆，如新加坡的應和會館、泰國廣肇會館等。一些文化組織也會以會館命名，如澳門的文化會館，韓國的世宗文化會館等。

## 華人會館

### 馬來西亞会馆

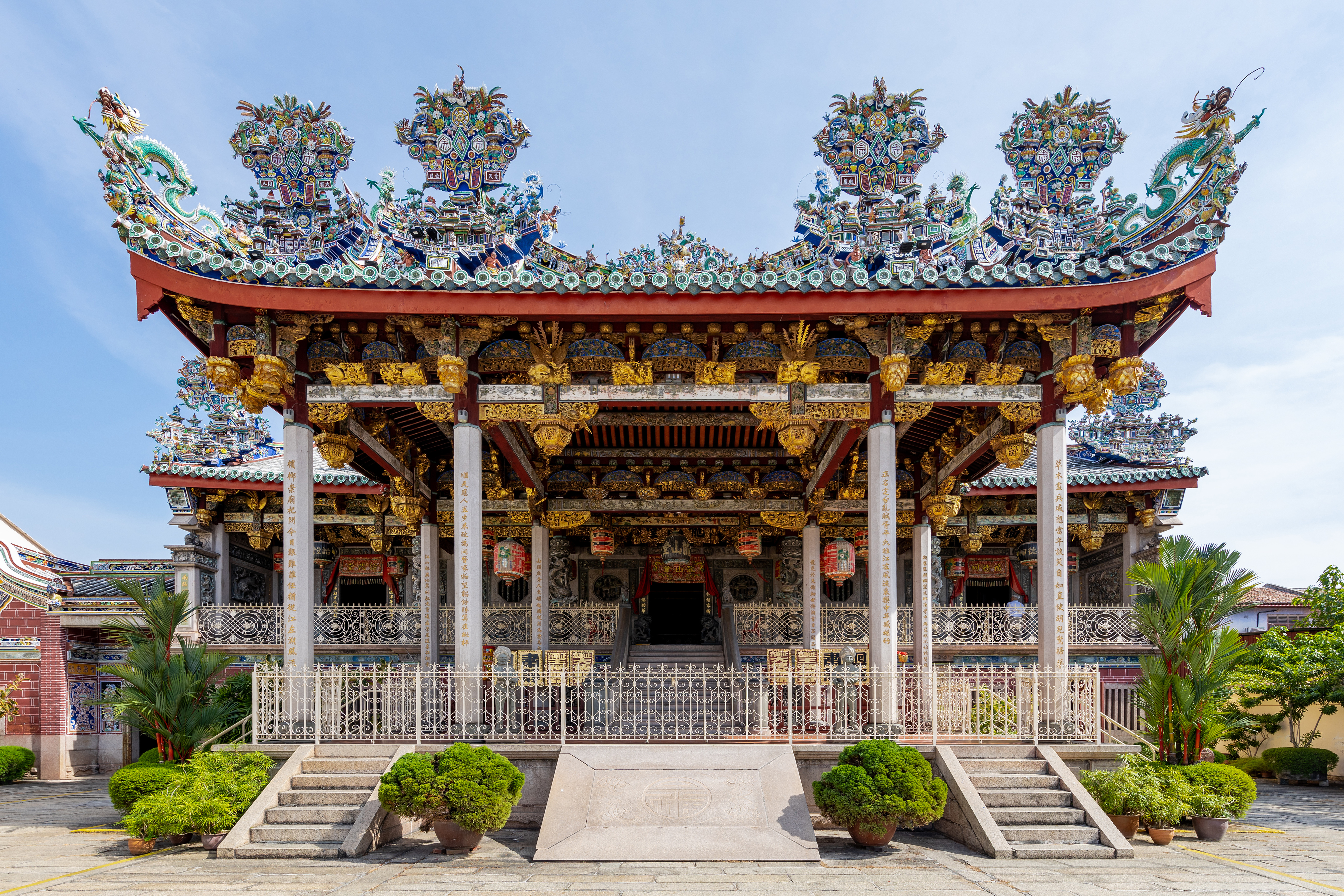
檳城邱公司龍山堂
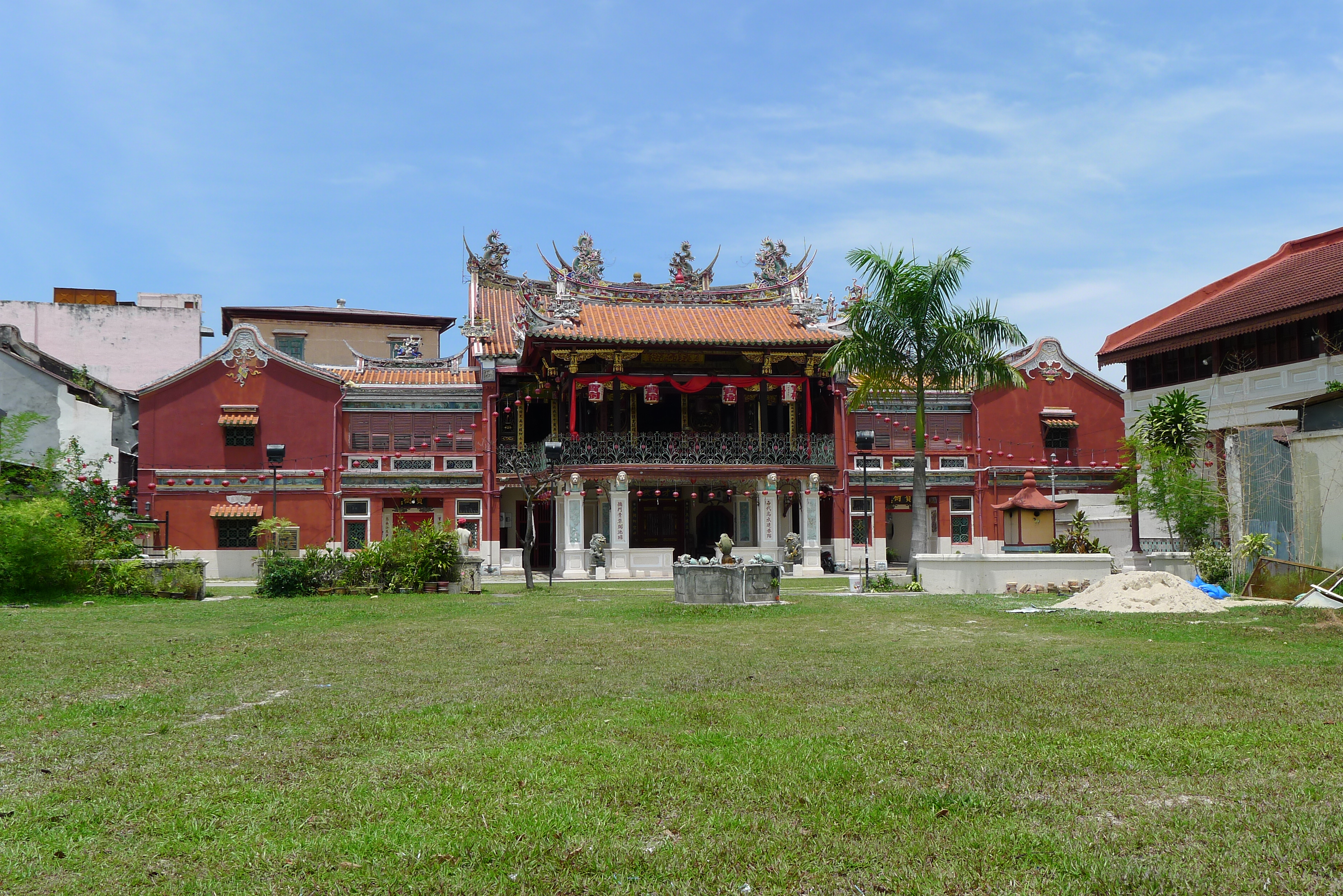
檳城謝公司世德堂
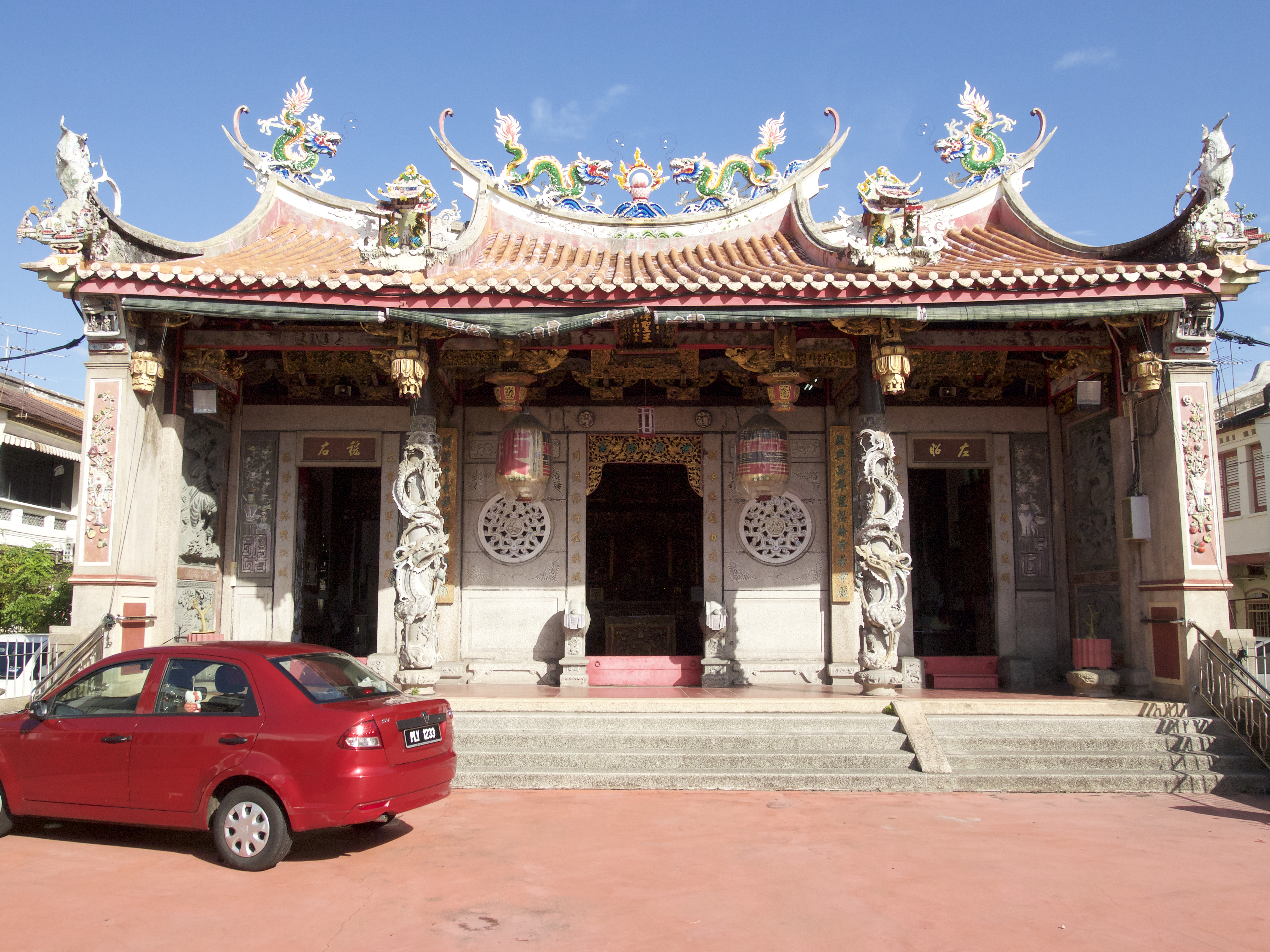
檳城陳公司穎川堂
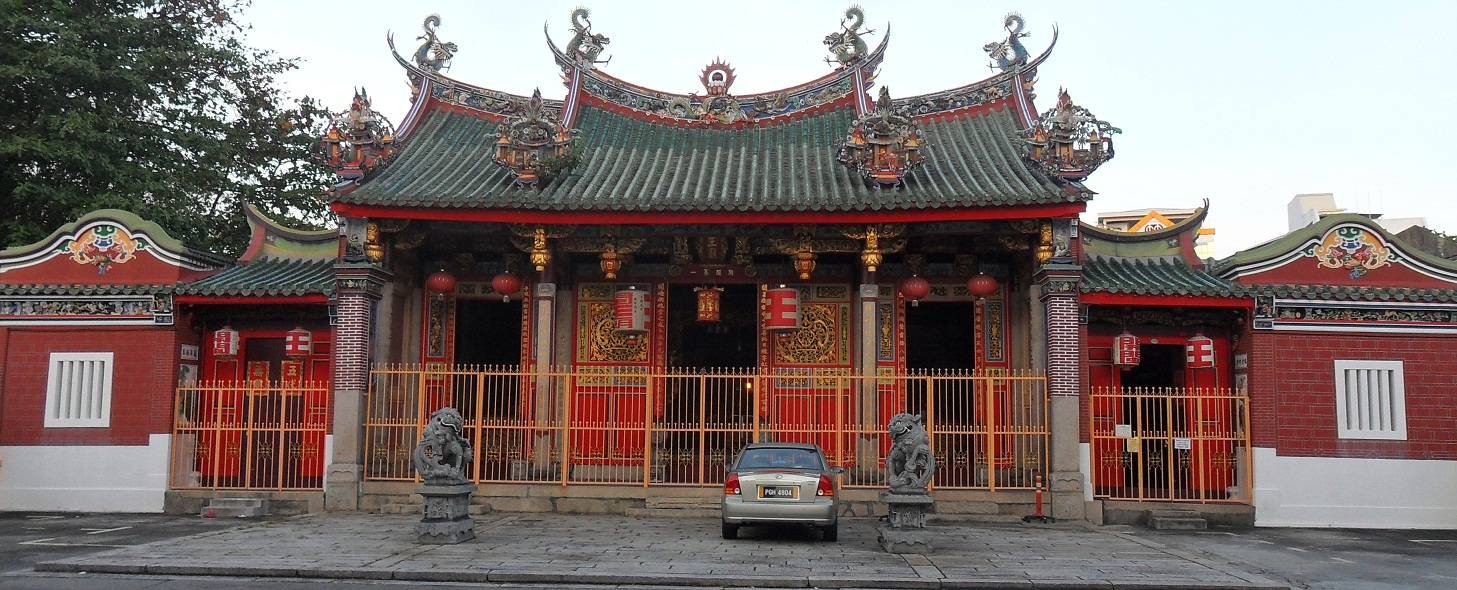
檳城太原堂王公司
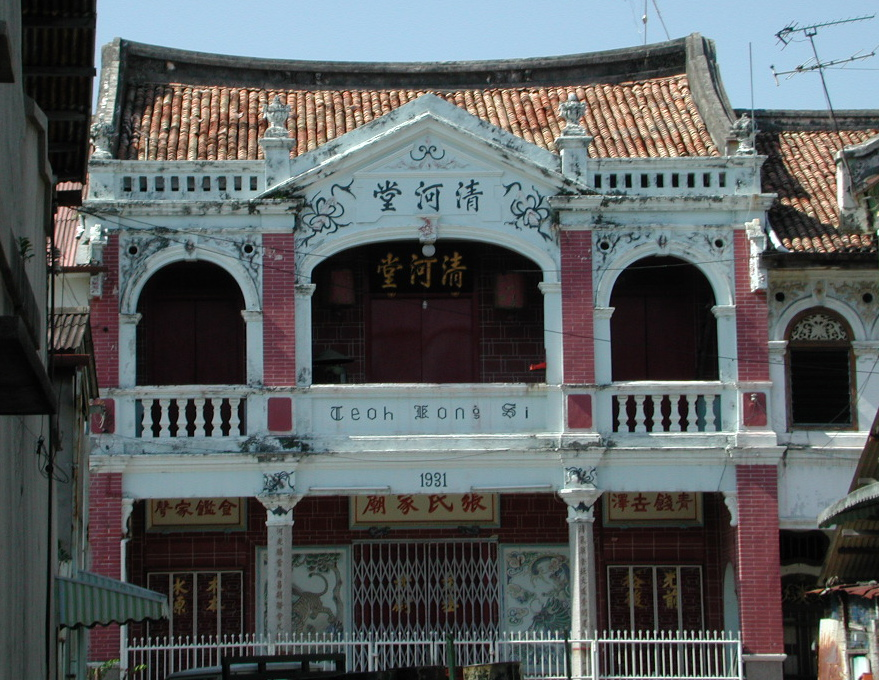
檳城張氏清河堂
檳城葉公司慈濟宮
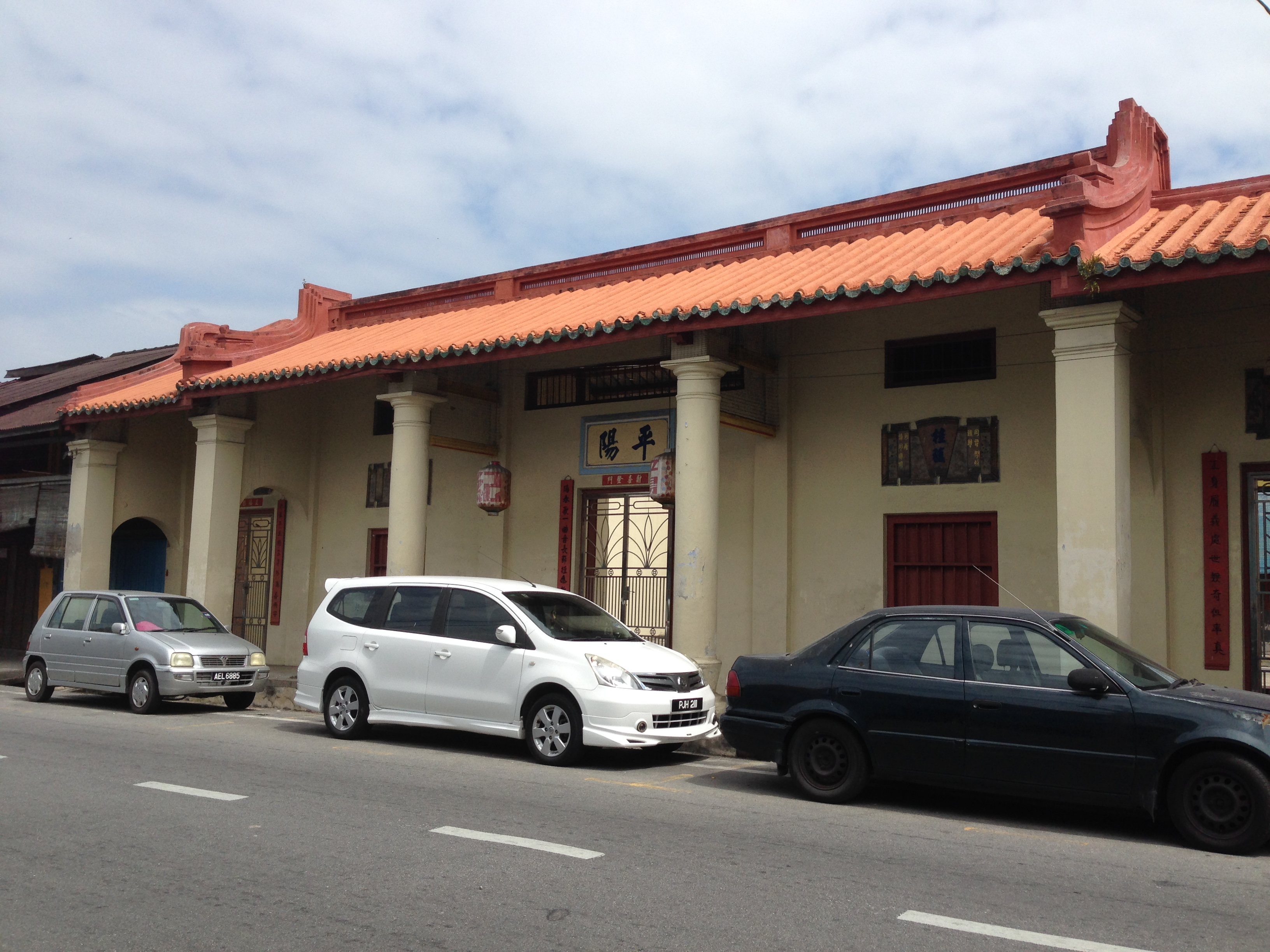
檳城紀氏平陽堂
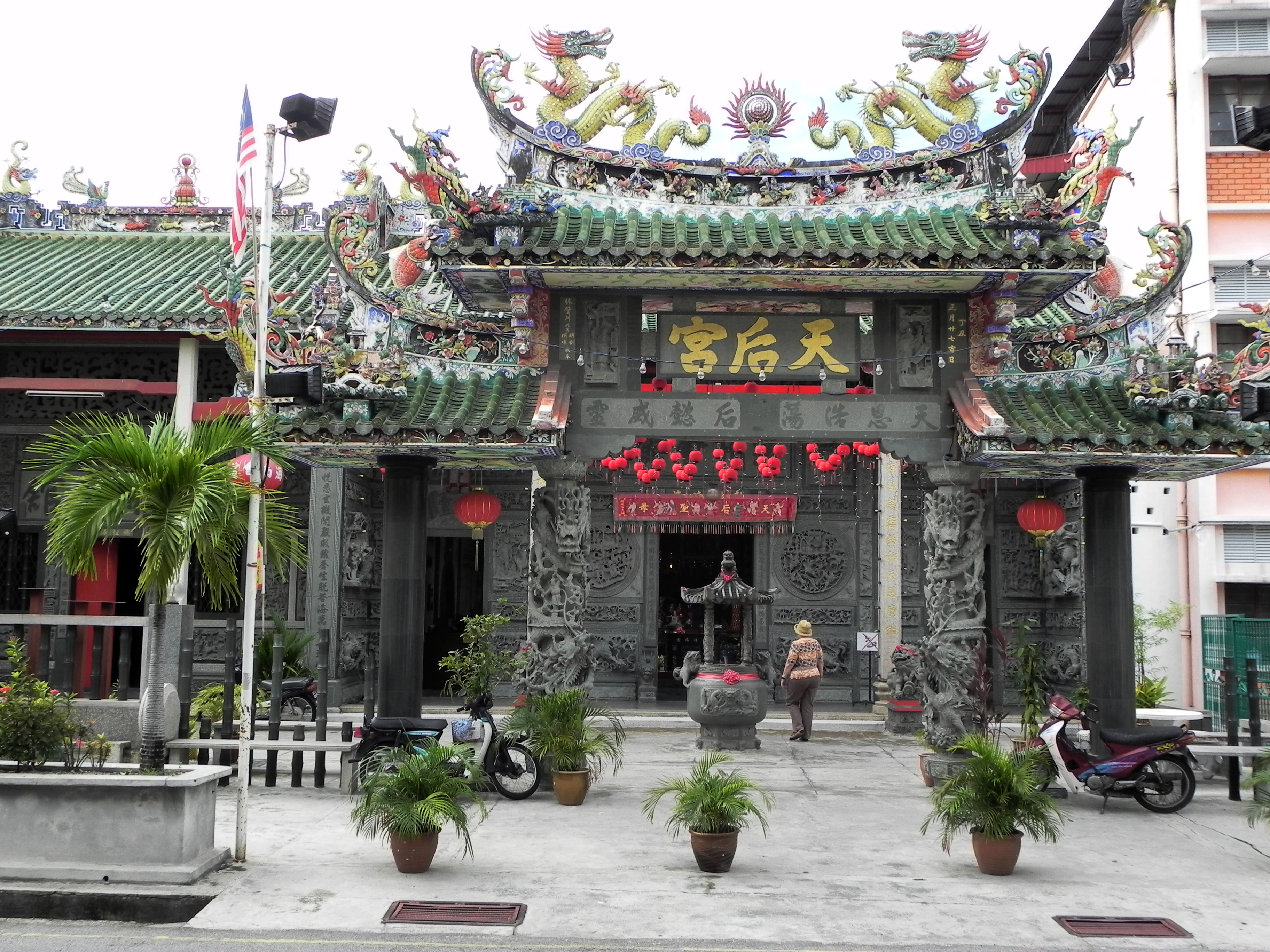
檳城海南會館
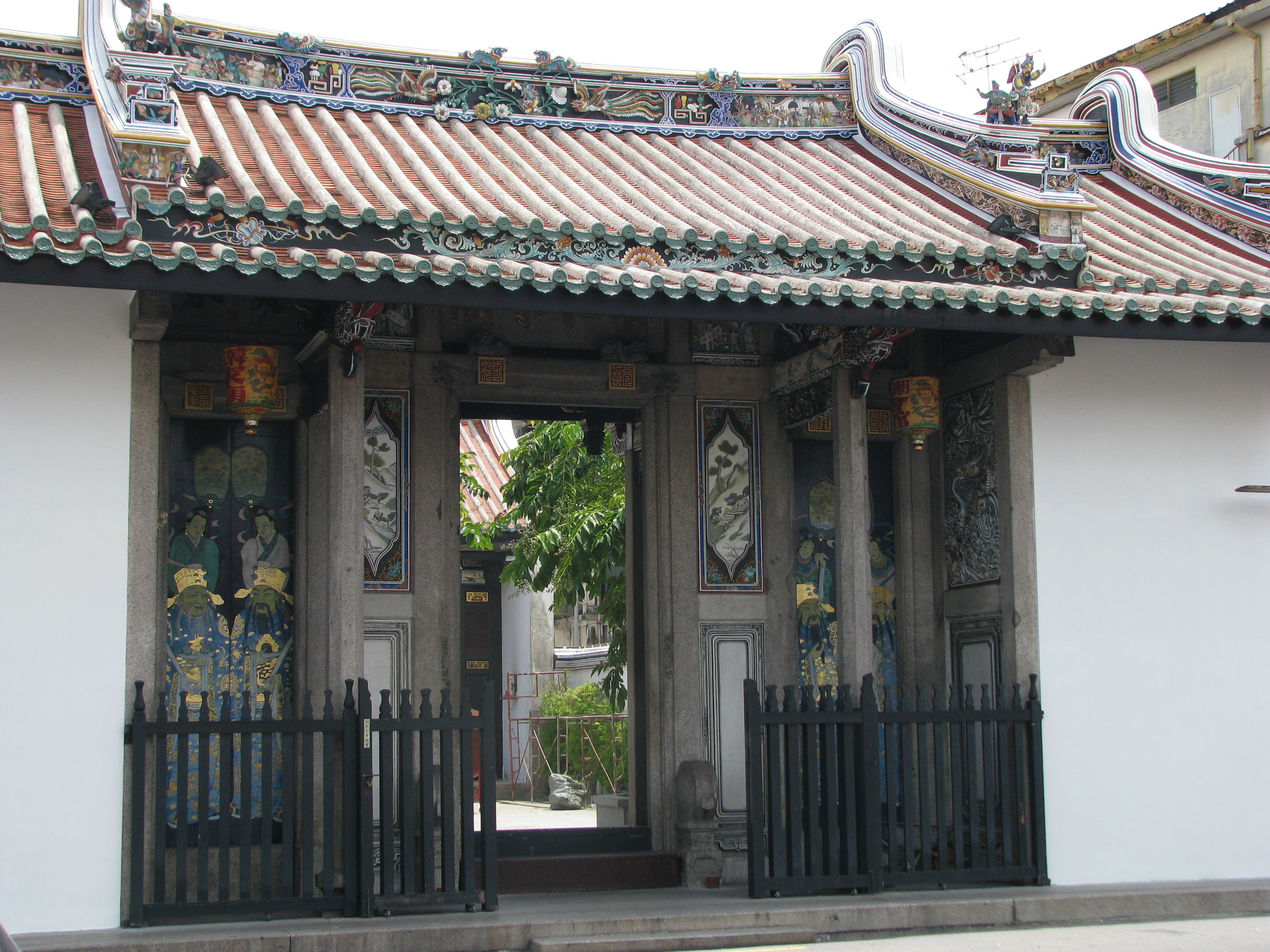
檳城韓江家廟
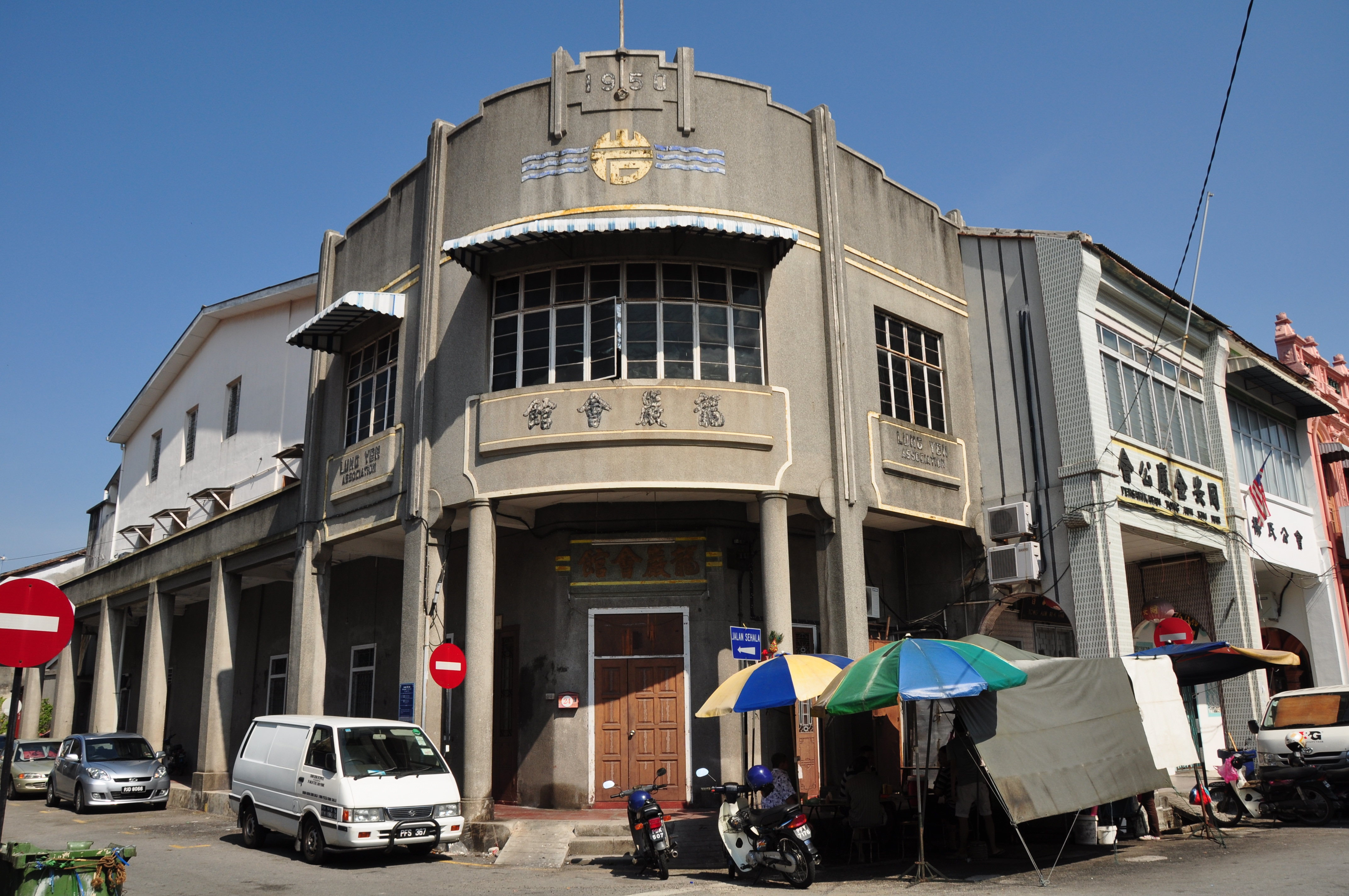
檳城龍巖會館
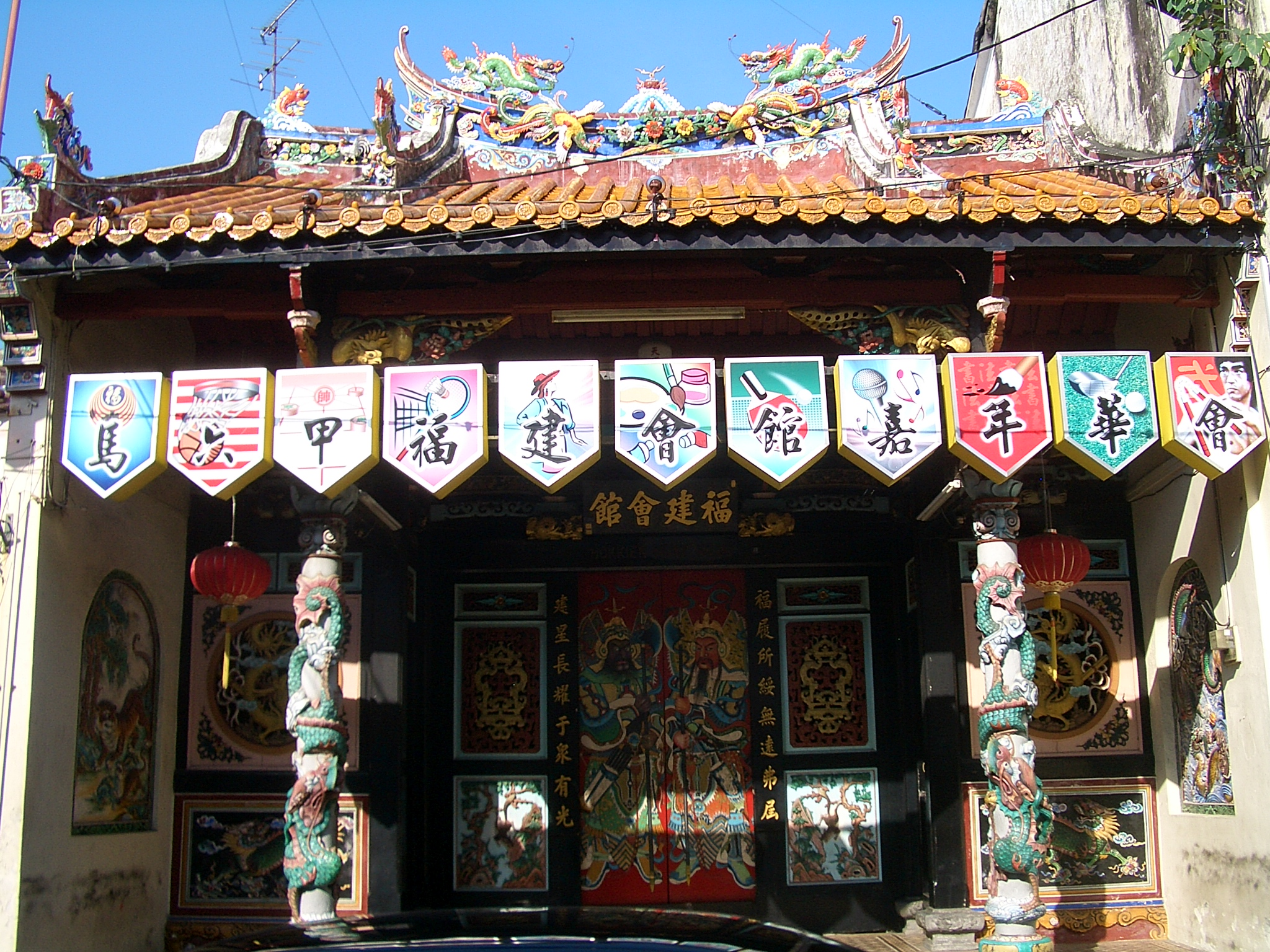
馬六甲福建會館
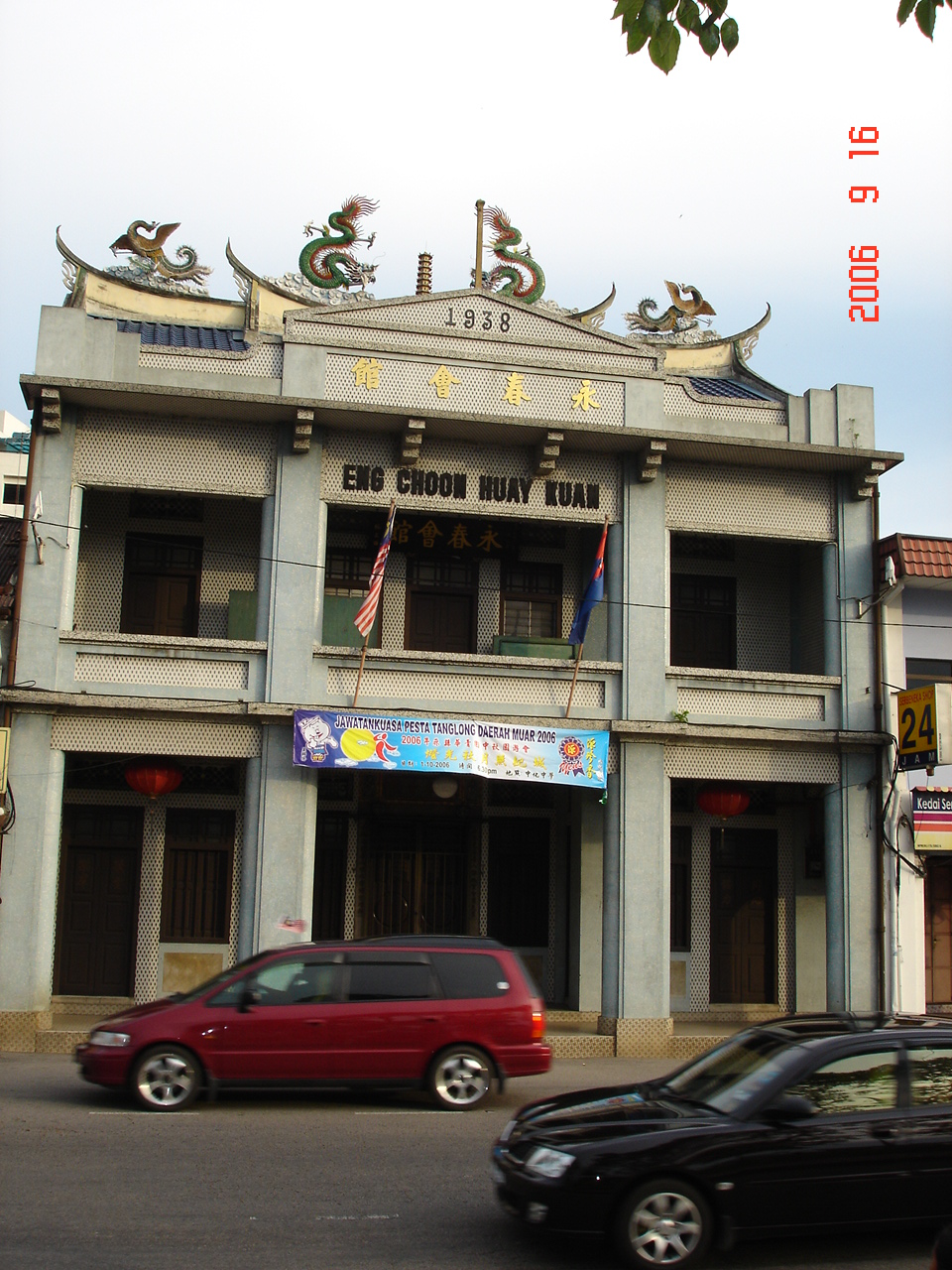
馬六甲永春會館

### 新加坡会馆

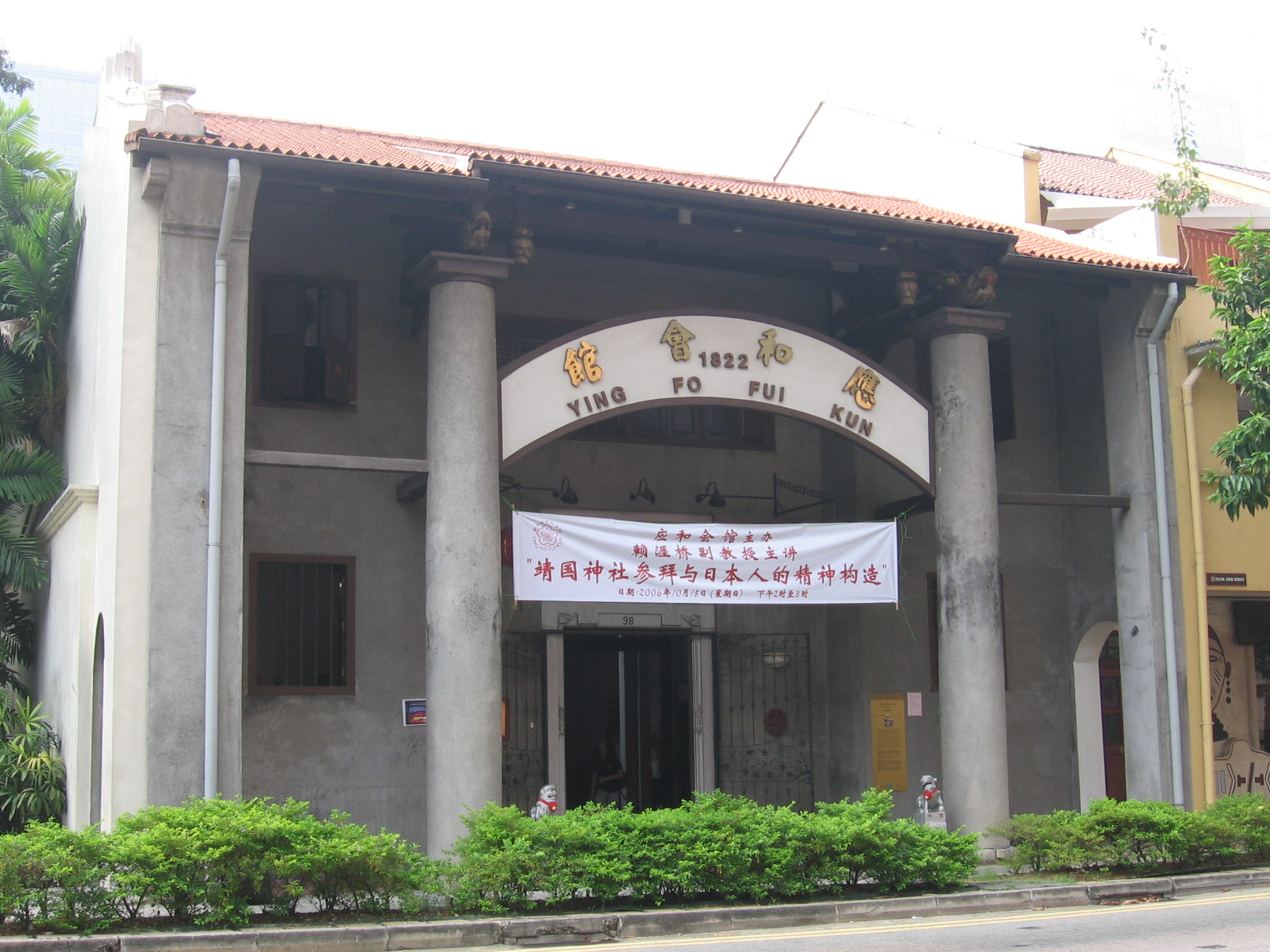
客家会馆：應和會館
- 福建会馆
- 潮州會館  - 應和會館

### 泰國會館

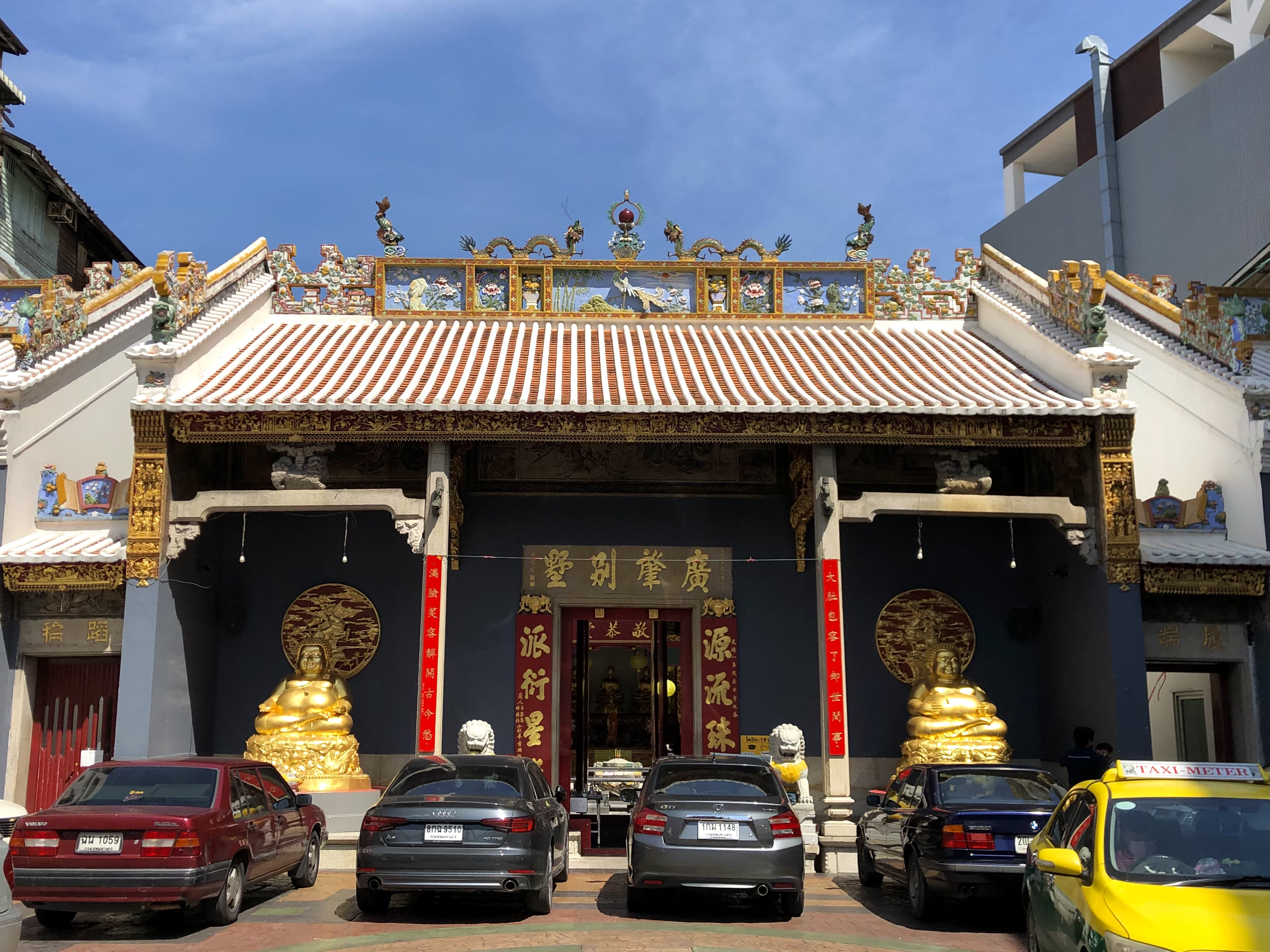
泰國廣肇會館  - 廣肇會館

### 越南會館
越南義安會館

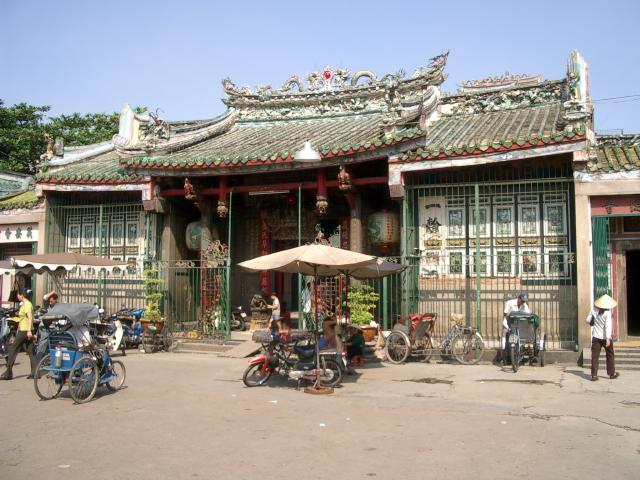
義安會館

### 臺灣會館
- 臺北興安會館（媽祖廟）、臺南兩廣會館、臺灣三山善社、臺南潮州會館（三山國王廟）、臺南泉州會館（朝興宮溫陵廟）、臺南銀同祖廟
- 班兵會館：馬公海壇館（施公祠）、馬公提標館、馬公銅山館（銅山武聖殿）、安平海山館、鹿港金門館
- 馬公臺廈郊會館（水仙宮）
- 桃園市馬祖同鄉會
- 鹿港泉郊會館
- 淡水汀洲會館（鄞山寺）
- 中華會館臺東分社

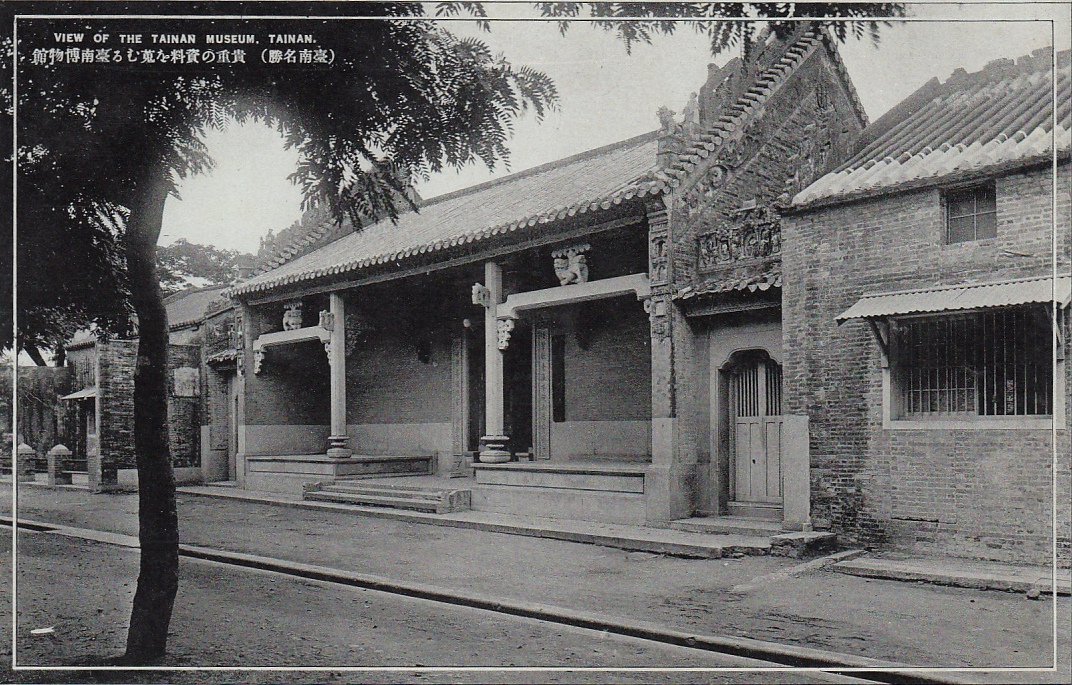
臺南兩廣會館
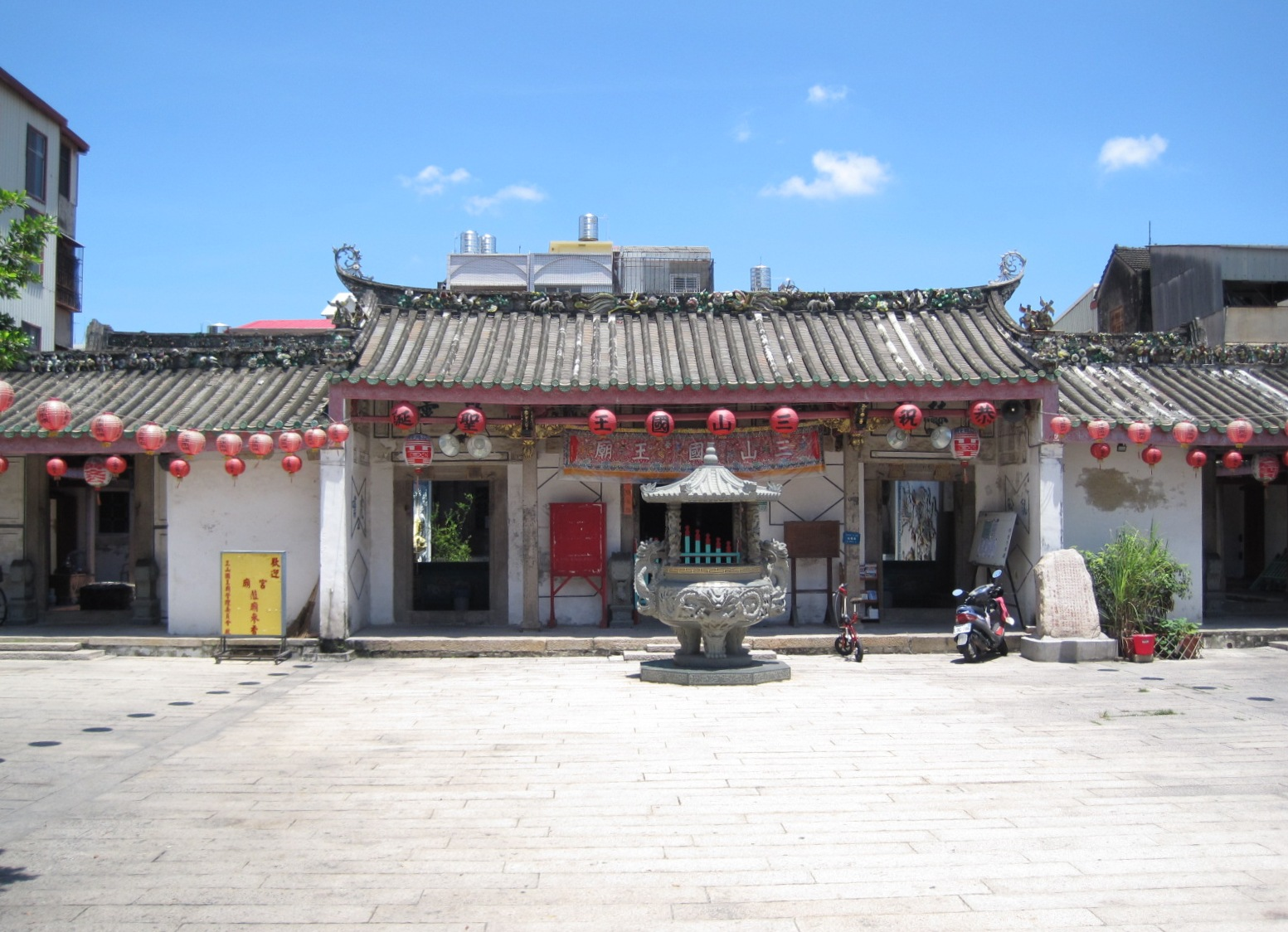
臺南潮州會館（三山國王廟）
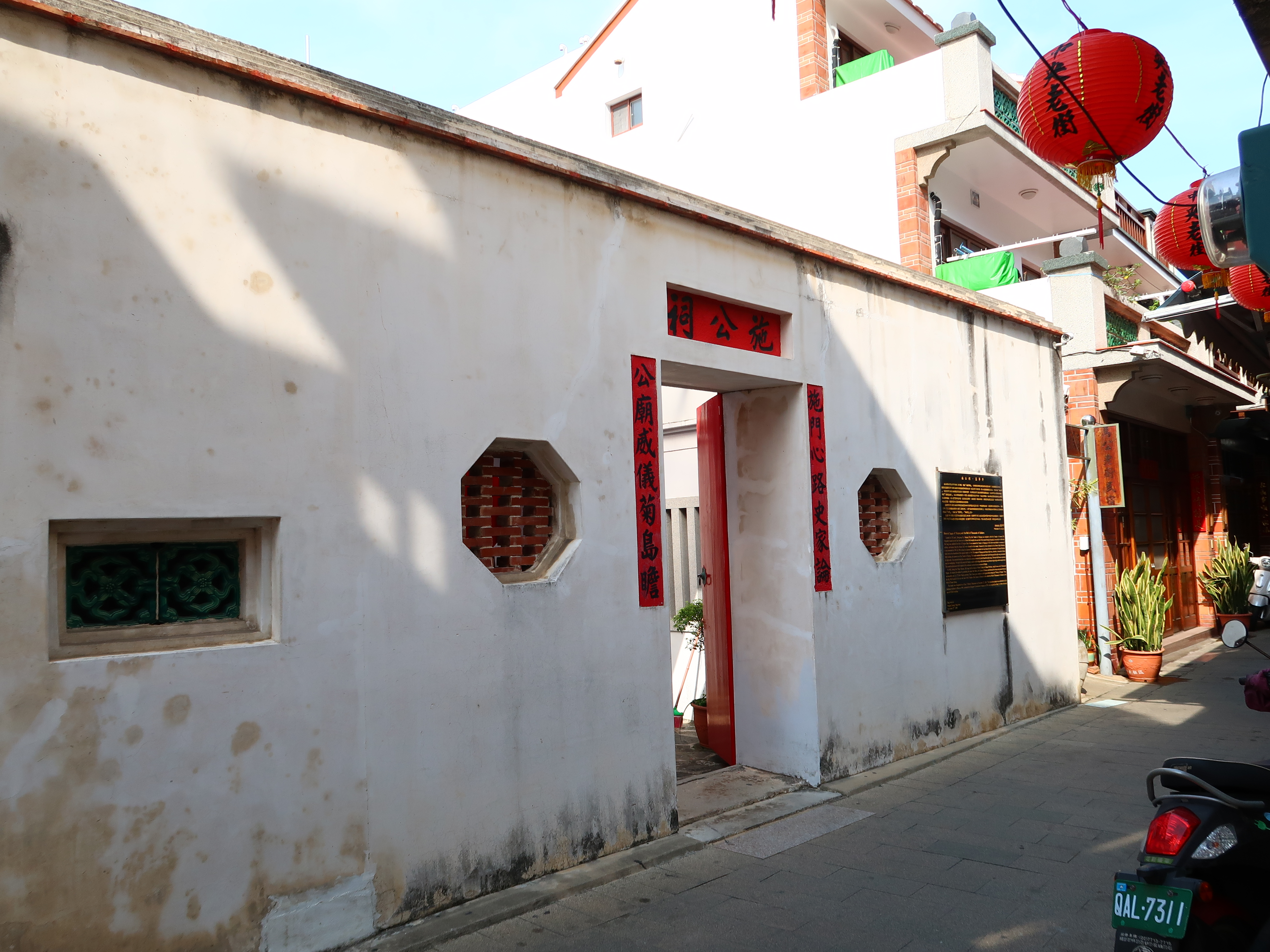
馬公海壇館
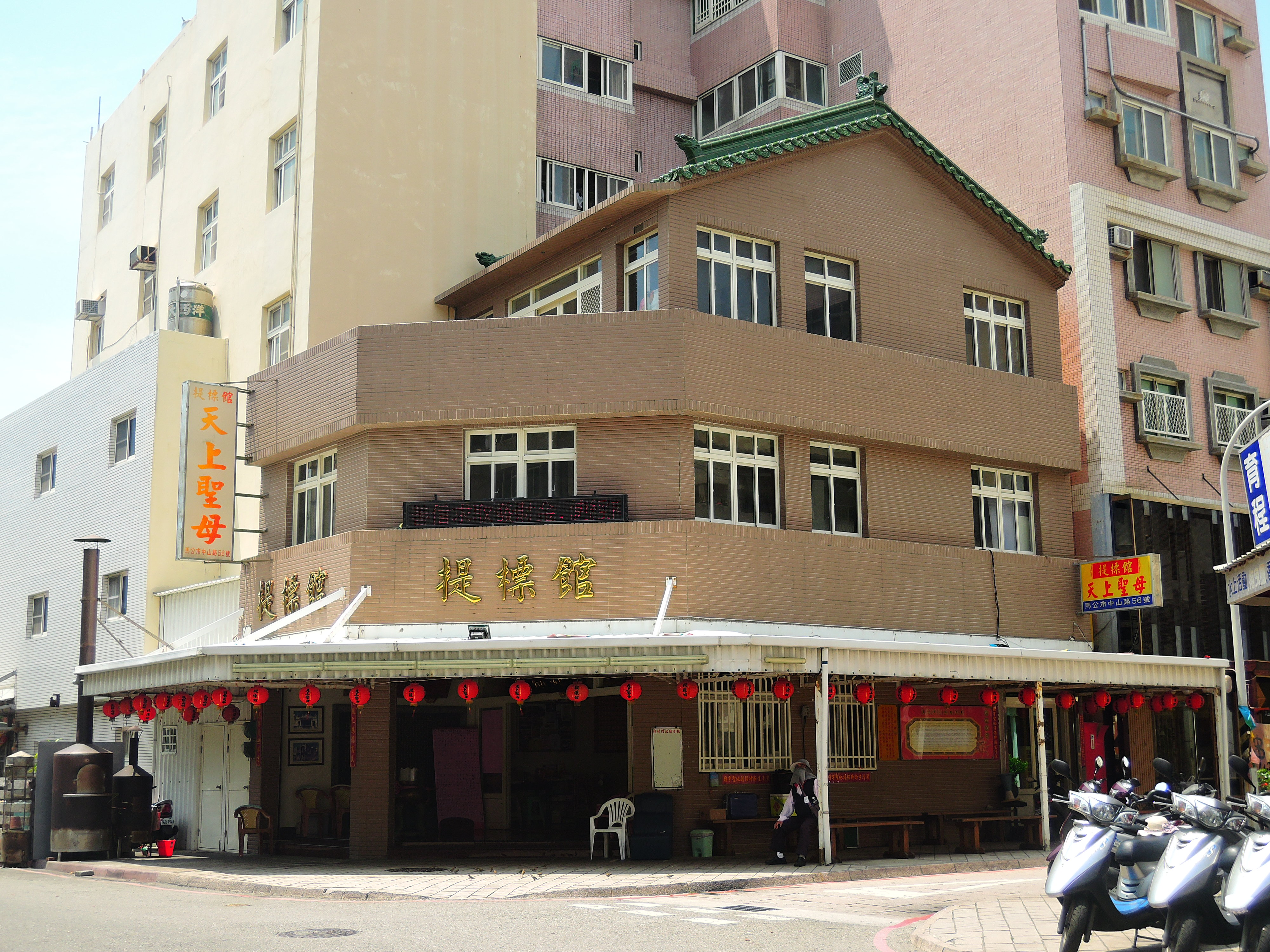
馬公提標館
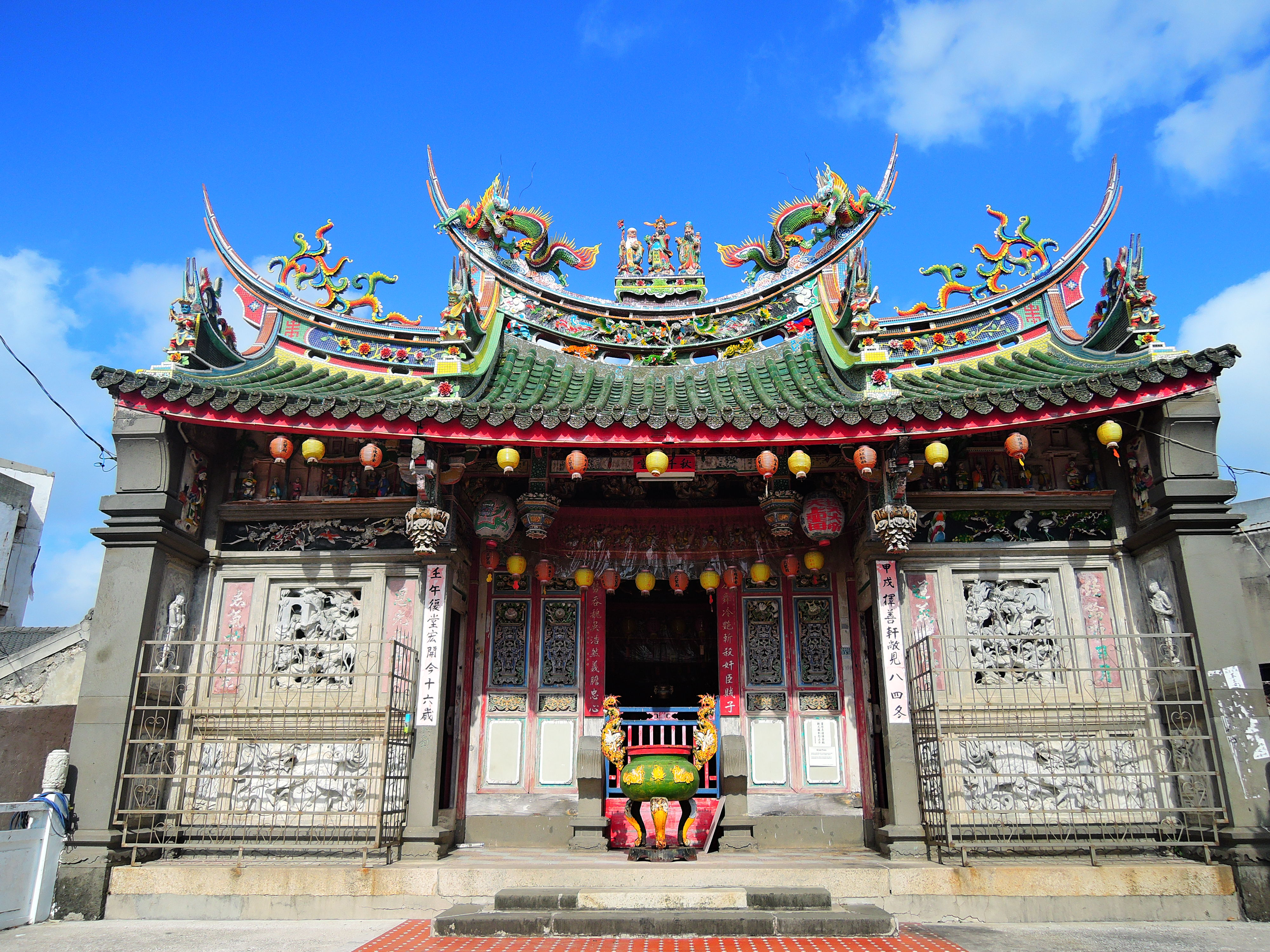
馬公銅山館
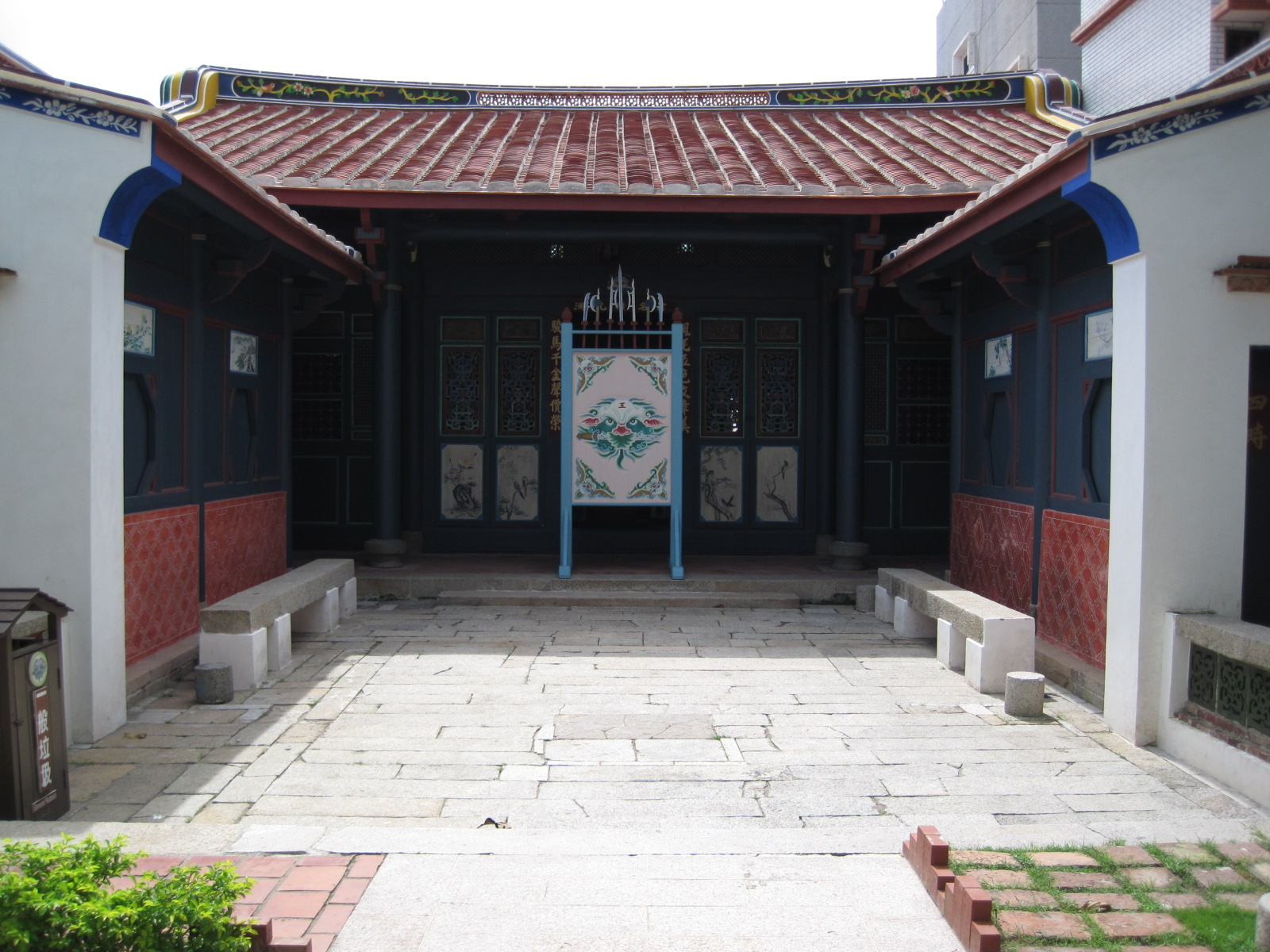
安平海山館
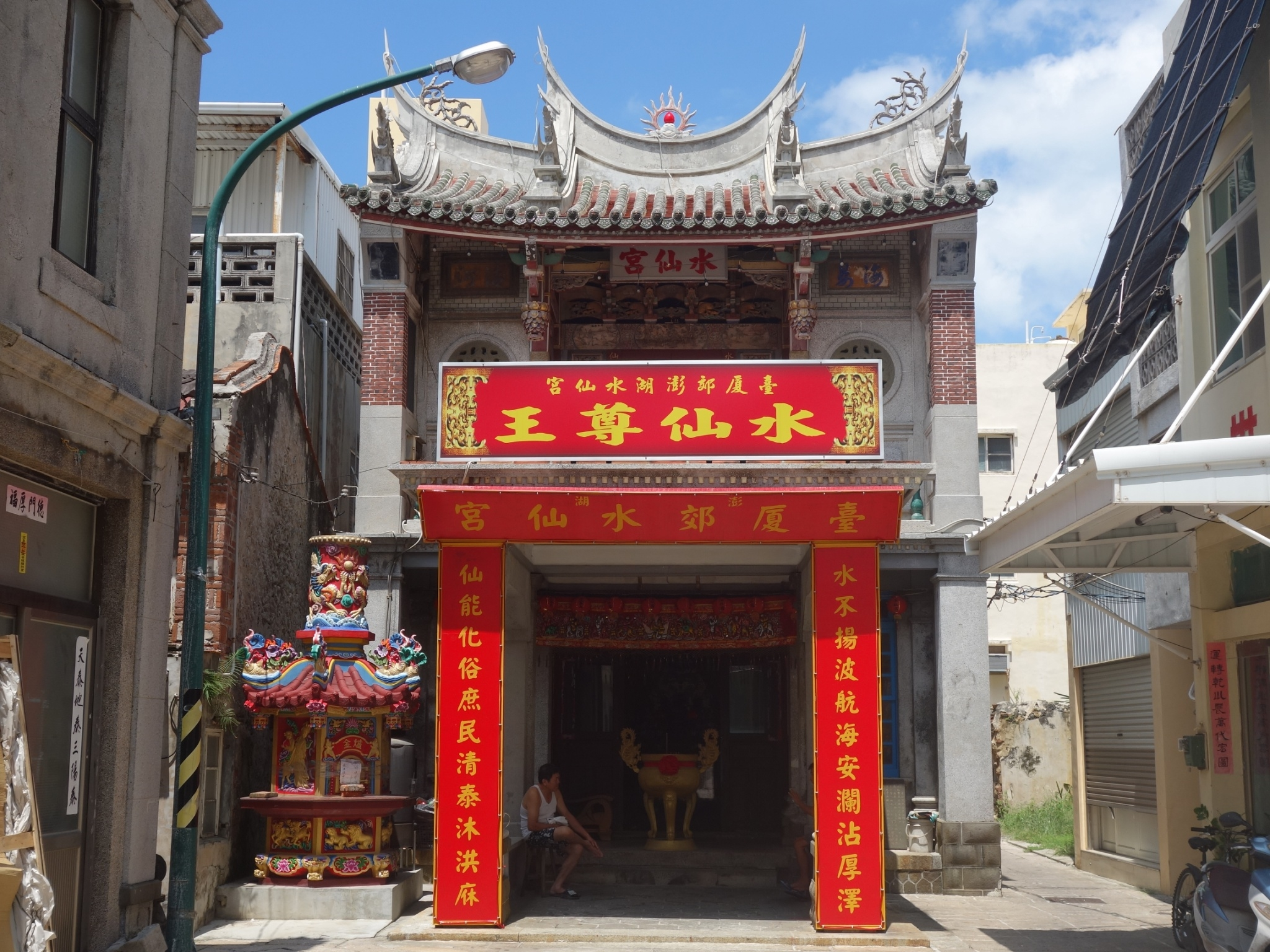
馬公臺廈郊會館（水仙宮）
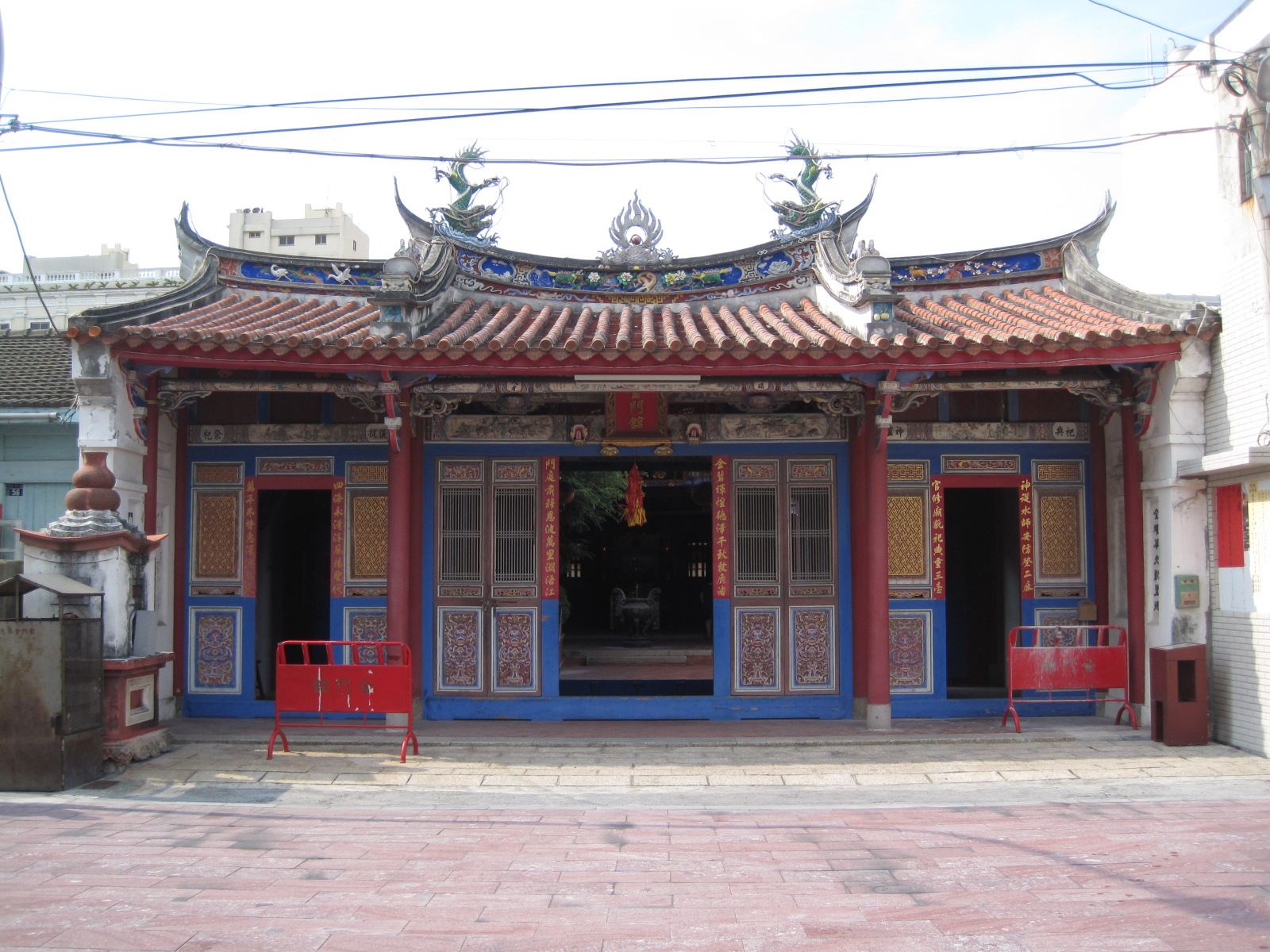
鹿港金門館
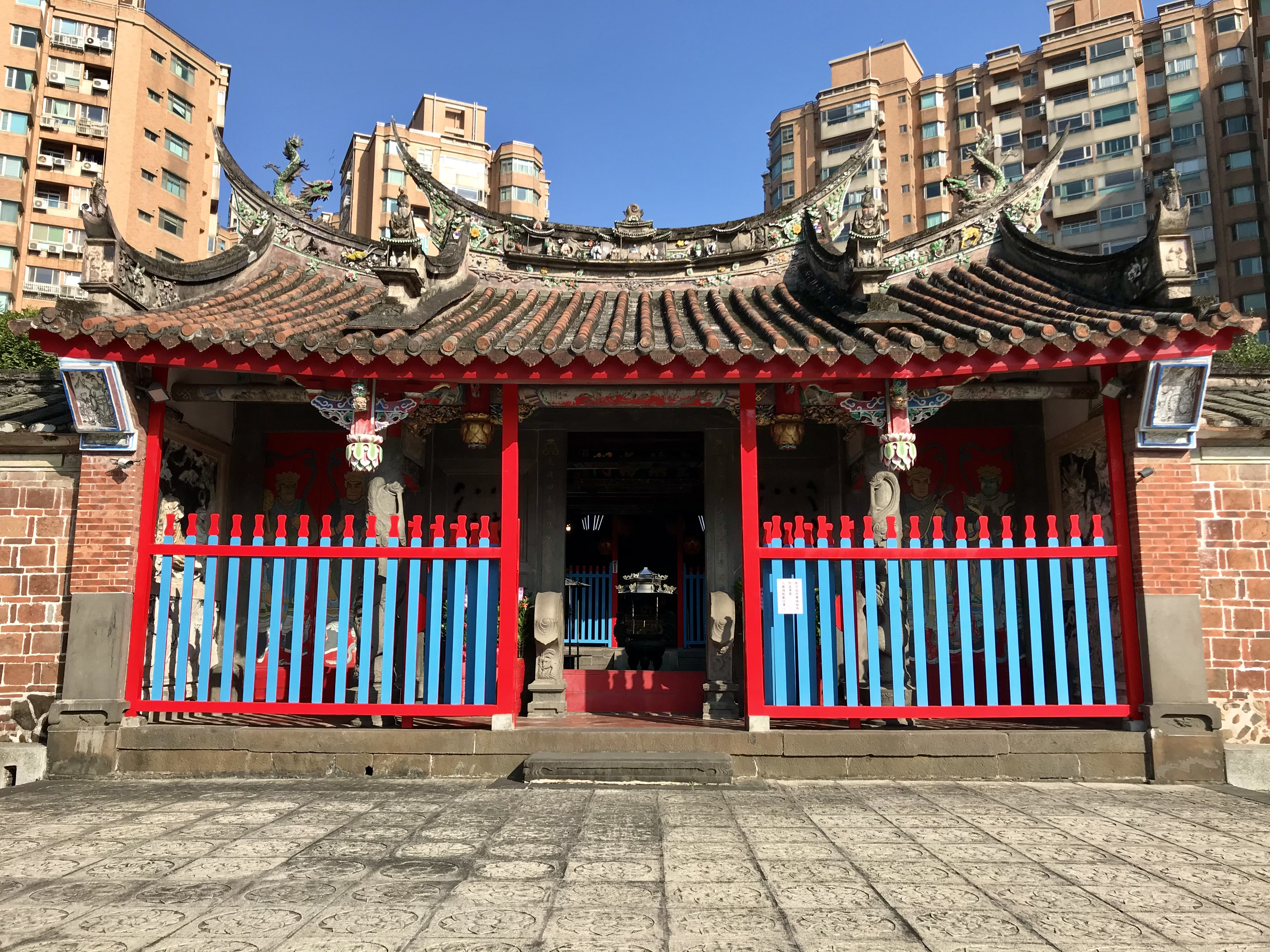
淡水汀洲會館（鄞山寺）
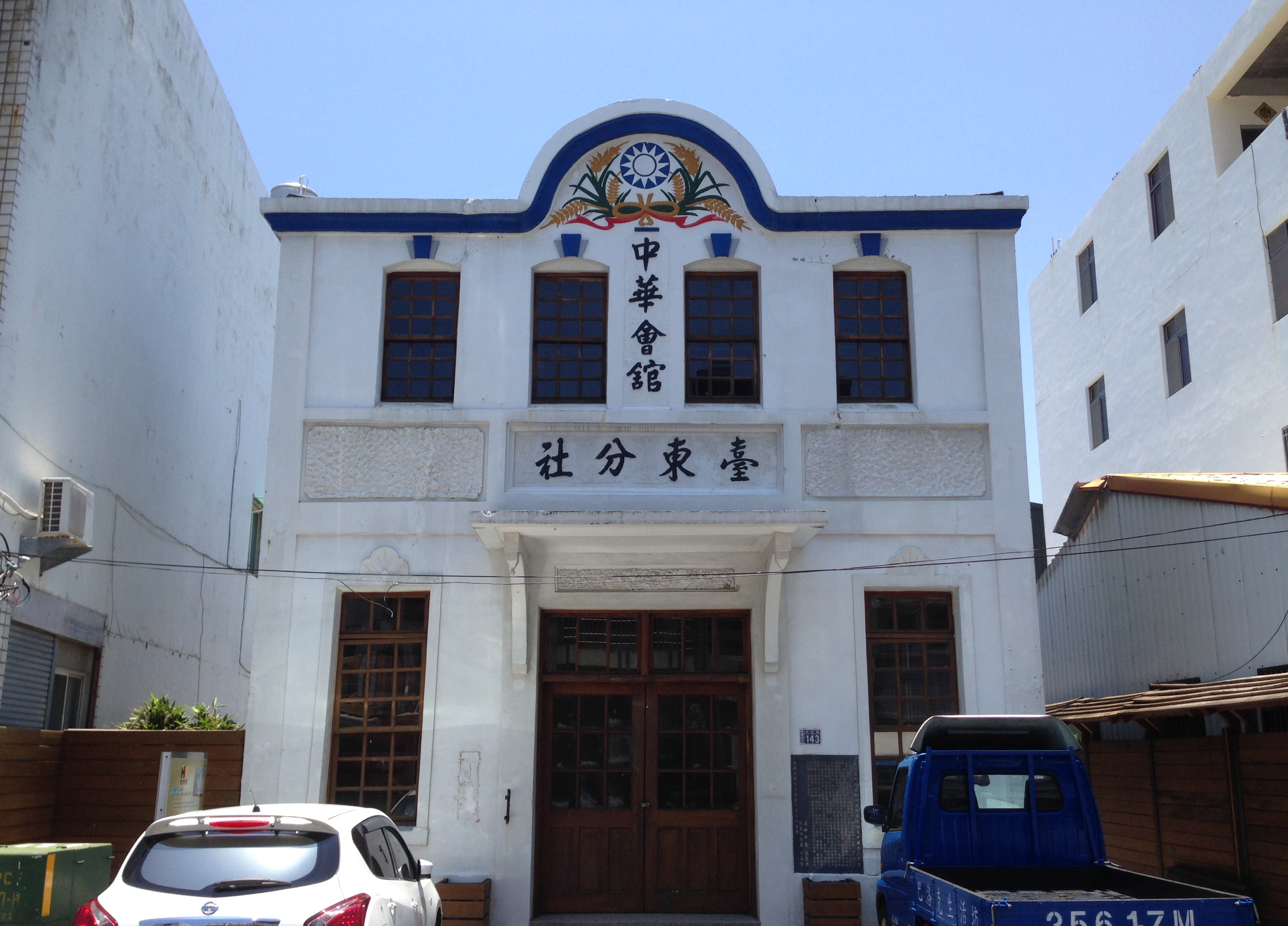
中華會館臺東分社

### 日本會館
- 長崎福建會館